# Tom Daley
Tom Daley, właśc. Thomas Robert Daley (ur. 21 maja 1994 w Plymouth) – brytyjski sportowiec specjalizujący się w skokach do wody z 10-metrowej wieży.

## Życiorys

### Kariera sportowa
W 2008 był uczestnikiem Igrzysk olimpijskich w Pekinie, gdzie zajął siódme miejsce. Mając 14 lat i 81 dni, został najmłodszym w historii mężczyzną, który kiedykolwiek reprezentował Wielką Brytanię na Igrzyskach Olimpijskich. W 2008 został mistrzem Europy w skokach do wody z 10-metrowej wieży.
W 2009, uzyskawszy 539,85 pkt, zdobył złoty medal w skokach do wody z 10-metrowej wieży podczas pływackich Mistrzostw Świata w Rzymie.
W 2012 na igrzyskach olimpijskich w Londynie zdobył brązowy medal w skokach do wody z wieży 10-metrowej, a w skokach synchronicznych zajął czwarte miejsce wraz z Peterem Waterfieldem. W 2016 wraz z Danielem Goodfellowem zdobył brązowy medal w tej samej dyscyplinie podczas igrzysk olimpijskich w Rio de Janeiro. W 2021 zdobył dwa medale podczas igrzysk olimpijskich w Tokio: brązowy w skokach do wody z wieży 10-metrowej i złoty (wraz z Mattym Lee) w skokach synchronicznych z tej samej wysokości. W 2024 z Noahem Williamsem zdobył srebrny medal w tej samej dyscyplinie podczas igrzysk olimpijskich w Paryżu. Tuż po tych igrzyskach ogłosił zakończenie kariery sportowej.

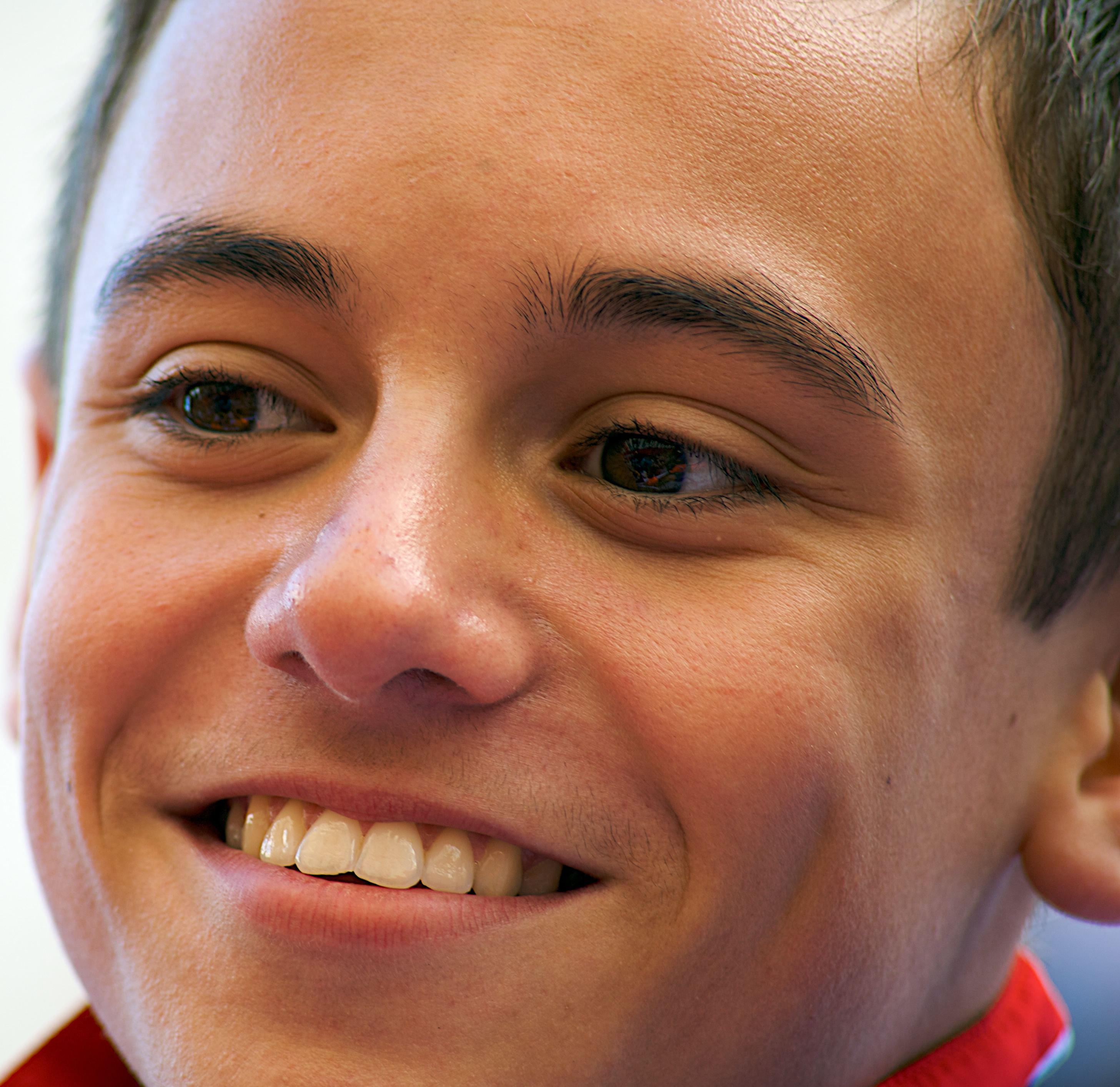
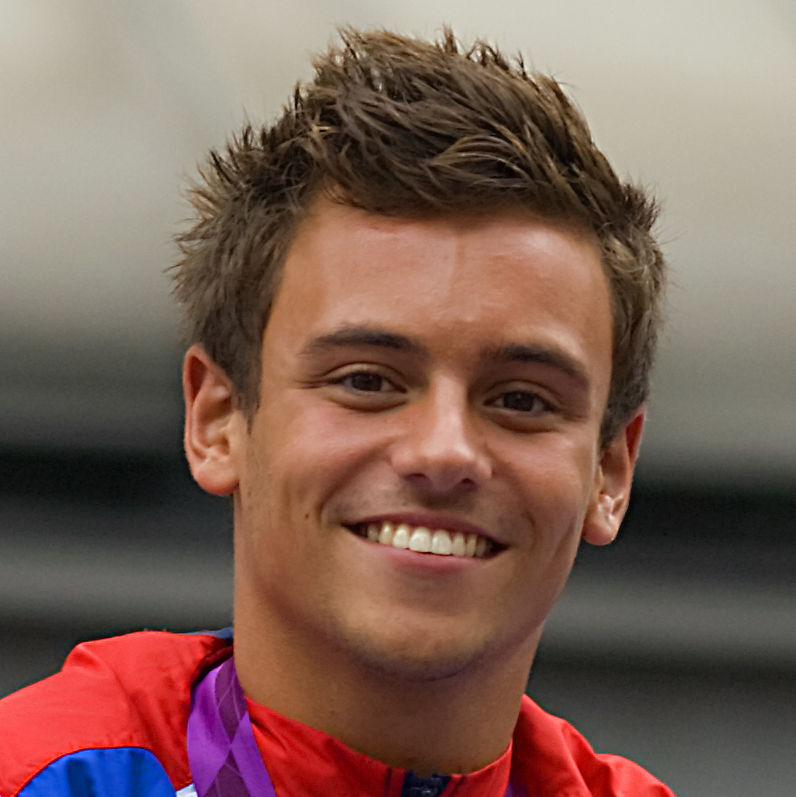

### Życie prywatne
2 grudnia 2013 poinformował za pośrednictwem portalu YouTube, że jest gejem i pozostaje w związku z mężczyzną. Film z wyznaniem Daleya osiągnął ponad 4,5 mln wyświetleń dzień po publikacji na YouTube. Później opublikowano informację, że partnerem życiowym Daleya jest starszy o 20 lat scenarzysta Dustin Lance Black. 1 października 2015, po dwóch latach związku, para ogłosiła zaręczyny na łamach magazynu „The Times”, a w maju 2017 wzięła ślub. Mają dwóch synów: Robbiego Raya (ur. 2018) i Phoenixa (ur. 2023), których urodziła im matka zastępcza.